# Hanne Damian Lindqvist
Hanne Damian Lindqvist, född 18 mars 1939 i Köpenhamn, är en dansk skådespelare.

## Filmografi (urval)
- 1986 – Manden i månen
- 1988 – Vid vägen